# Toriten
Le toriten (とり天) est un type de poulet frit à la tempura. C'est une spécialité locale de la préfecture d'Ōita.
N'importe quelle partie du poulet peut être utilisée. La viande est coupée en nuggets, qui sont trempés dans de la sauce soja, du saké et de la poudre d'ail, roulés dans la poudre de tempura puis frits.
Les toriten sont servis habituellement avec de la verdure, et mangés chauds juste après avoir été frits. La sauce la plus commune est la sauce ponzu mélangée avec de la moutarde.